# Saluto romano

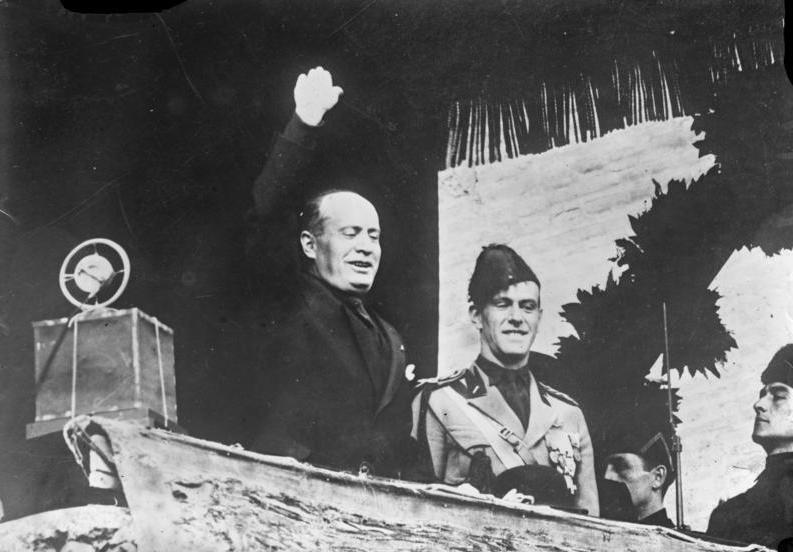
Benito Mussolini führt den Saluto romano aus (1931).

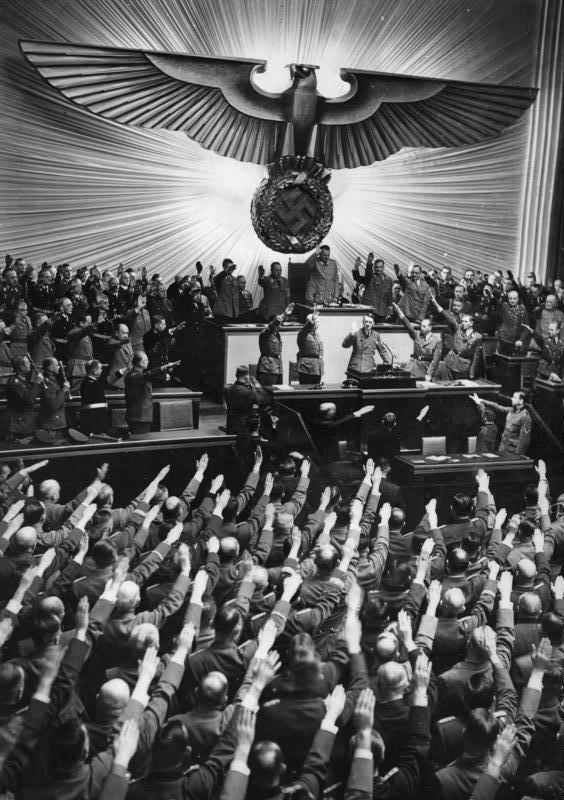
Hitlergruß in einer Reichstagssitzung (1941)

Der Saluto romano (‚Römischer Gruß‘) ist ein Gruß, der mit einem gerade ausgestreckten, erhobenen Arm bezeugt wird. Adaptiert wurde dieser Gruß um 1919 von der irredentistischen Freischärlergruppe der Arditi unter Gabriele D’Annunzio aus zeitgenössischen Antik- und Sandalenfilmen. Sodann übernommen vom Faschismus Benito Mussolinis entwickelte er sich als Hitlergruß ab den 1920er Jahren zum Erkennungszeichen des Personenkults um Adolf Hitler und dessen Propaganda. Während Saluto romano und Hitlergruß in einigen Ländern verboten sind, verwendet die Hisbollah einen visuell identischen Gruß bis heute, insbesondere bei Vereidigungen.

## Ursprung
Einer verbreiteten Annahme nach soll der Saluto romano im Römischen Reich als allgemeiner militärischer Gruß entstanden sein. Als Beleg wurde die Trajanssäule in Rom angeführt, auf der Soldaten mit ausgestreckten Armen abgebildet sind. Es findet sich jedoch auf keinem einzigen römischen Kunstwerk, in keiner Stelle der antiken Literatur, ein Beweis, dass die Römer sich mit gerade ausgestrecktem, erhobenem Arm gegrüßt hätten.
Tatsächlich war eine verbreitete römische Grußgeste ein eher lässig erhobener Arm, gelegentlich auch mit ausgestrecktem Zeigefinger (digitus salutaris). Auf historischen Münzen tauchen derartige Gesten wiederholt auf, z. B. auf einem Dupondius des Germanicus (RIC 57) oder einem Sesterz des Caligula (RIC 40), und zeigen einen nicht durchgestreckten Arm mit offener Handfläche und abgespreiztem Daumen. Die Lässigkeit dieser einladenden, begrüßenden Gesten wurde durch eine entspannte Beinhaltung, mit Stand- und Spielbein, betont.
Wahrscheinlich ist, dass die stramm und schneidig präsentierte Geste des ausgestreckten Arms erst im 18. und 19. Jahrhundert entwickelt wurde. Sie könnte auf das Gemälde Der Schwur der Horatier von Jacques-Louis David (1784) zurückgehen, wo sie aber keine Begrüßungs-, sondern eine Schwurgeste darstellt. Als Bellamy Salute war die Geste ab 1892 an US-amerikanischen Schulen als morgendlicher Fahnengruß eingeführt. Erst 1942 wurde er durch eine neue Fahnenordnung ersetzt. Als Militärgruß wurde die Geste unter der Bezeichnung „Salut de Joinville“ an der französischen Militärsportschule Joinville praktiziert.

### Rolle des Antikfilms
US-amerikanische und europäische Antikfilme und Theaterstücke verbreiteten die Geste zu Beginn des 20. Jahrhunderts als angebliche Grußform des Römischen Reichs. Die erste bekannte Darstellung dieser Art fand im Theaterstück Ben-Hur statt, das von 1899 an am Broadway gezeigt wurde und über 20 Millionen Zuschauer hatte.
Eine bedeutende Rolle bei der Entwicklung und Verbreitung der Geste wird dem populären Stummfilm Cabiria von Giovanni Pastrone, in dem die Geste als angeblich römisches Grußritual ab 1914 gezeigt wurde, und dessen Drehbuchautor Gabrielle D’Annunzio zugeschrieben. D’Annunzio wirkte im Jahr 1919 als Ideengeber und Anführer der Arditi-Freischärler, als der Regent der Stadt Fiume, heute Rijeka. Im Zuge dessen integrierte er den saluto romano, dessen Namensgeber er war, als Gruß seiner Arditi. Die Rituale der Arditi, auch den Saluto romano, übernahm dann der Italienische Faschismus. Als Hitlergruß kopierte ihn anschließend der Nationalsozialismus.

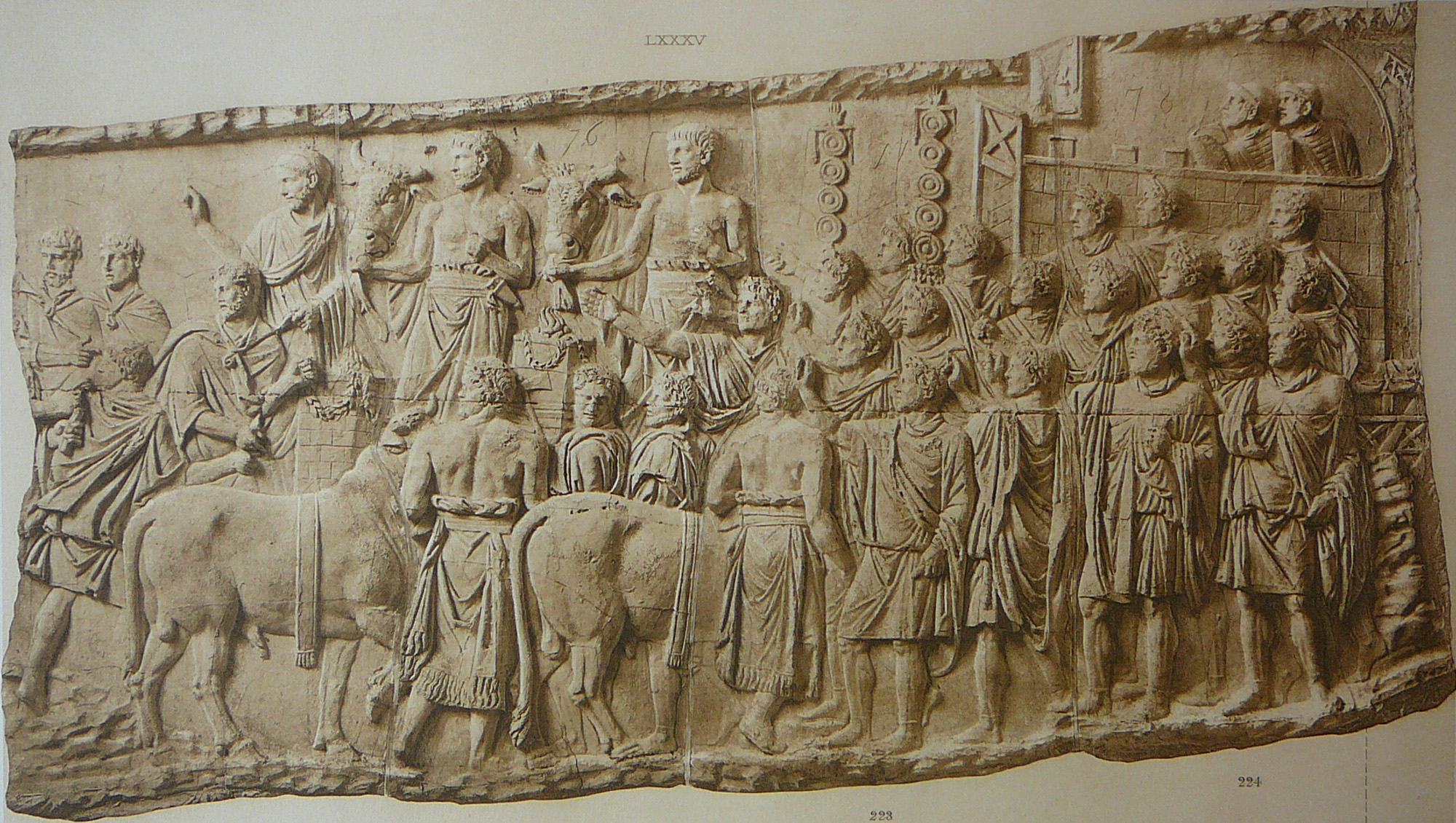
Oft als Römischer Gruß gedeutete Geste auf der Trajanssäule in Rom
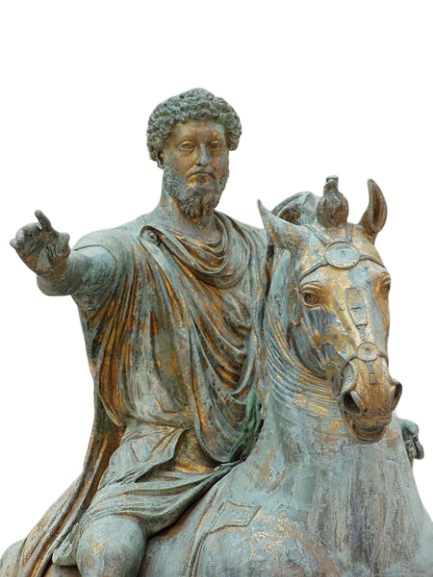
Die Reiterstatue Mark Aurels grüßt mit dem Zeigefinger.
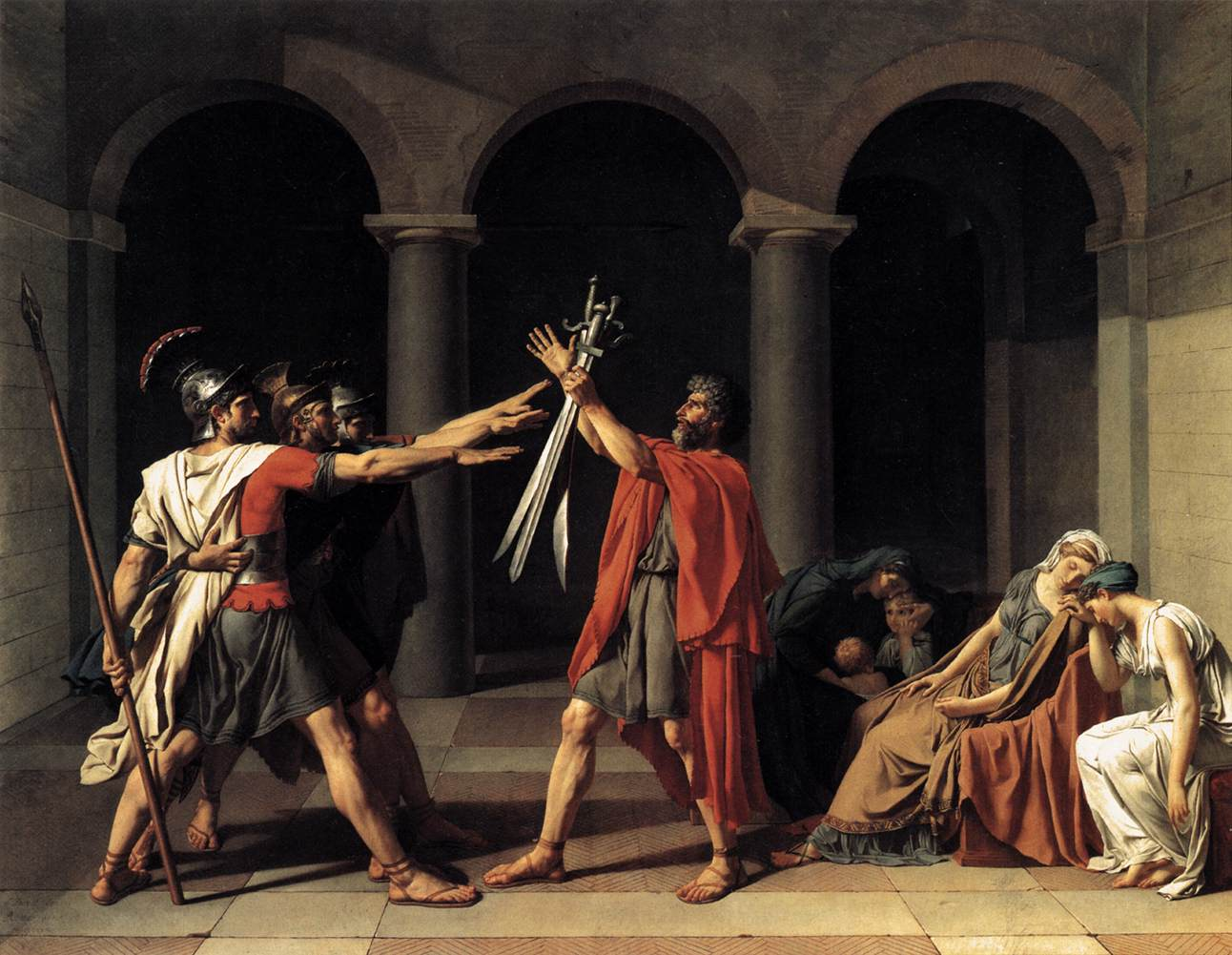
Mögliches Vorbild des Saluto romano im Bild Der Schwur der Horatier von Jacques-Louis David (1784)
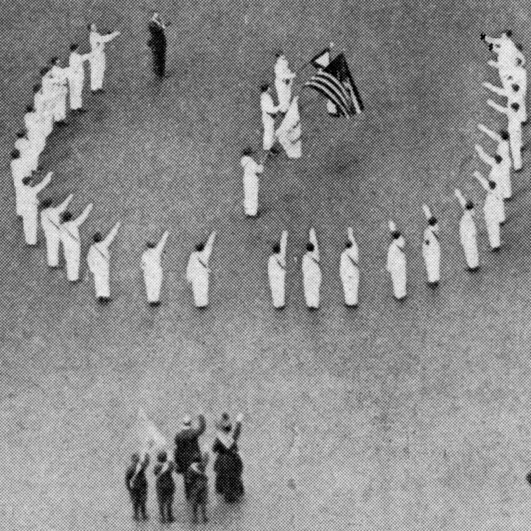
Der Bellamy Salute als Fahnengruß in den Vereinigten Staaten (1917)
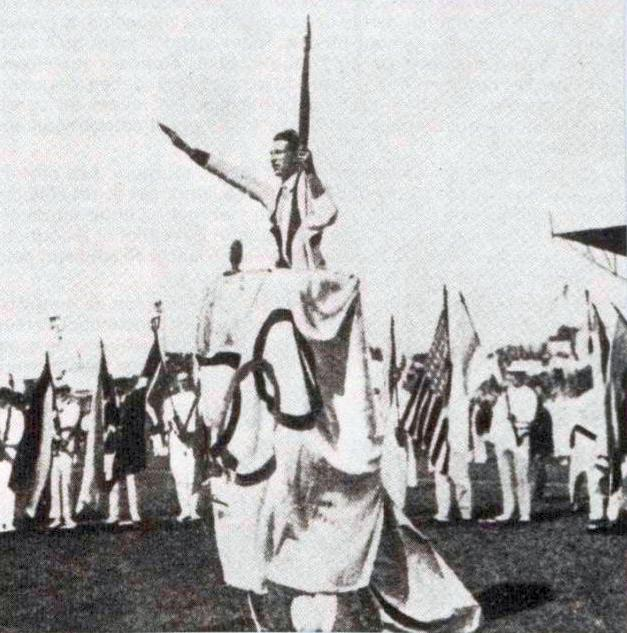
Der französische Sportler Géo André schwört bei den Olympischen Sommerspielen 1924 den Olympischen Eid und entbietet dabei die Geste des Olympischen Grußes.

## Olympischer Gruß
Der Olympische Gruß geht nicht auf das Grußritual italienischer oder deutscher Faschisten, sondern auf den „Salut de Joinville“ der 1852 gegründeten französischen Militärsportschule Joinville zurück. Bei den Olympischen Zwischenspielen in Athen 1906 zeigte die französische Mannschaft bei ihrem Einmarsch erstmals diese besondere Grußform, die sich in den nächsten Jahren als „olympischer Gruß“ etablierte. Schon bei den Olympischen Sommerspielen 1924 in Paris hatten einige Nationen, etwa Brasilien, Ungarn und die Tschechoslowakei, diese Grußform übernommen.

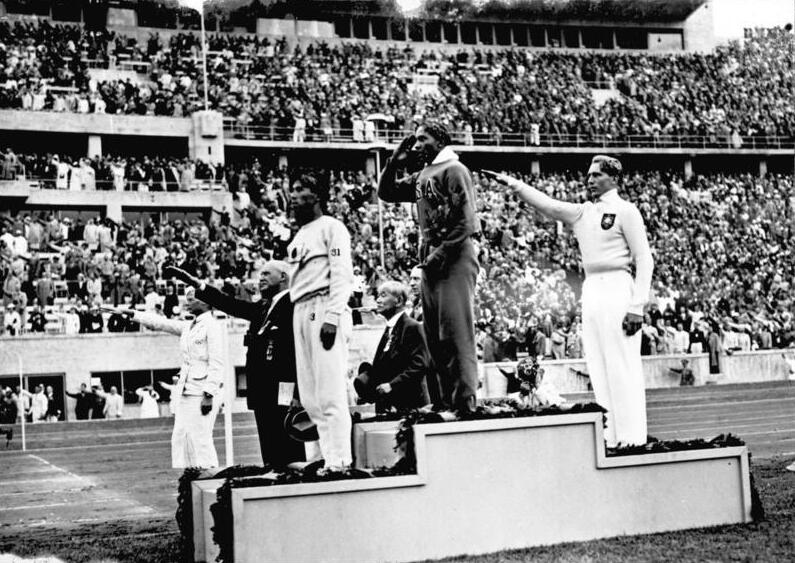
Olympische Spiele 1936: Siegerehrung mit Lewald (im dunklen Anzug links von Tajima), Tajima (auf Podium links), Owens (auf Podium mittig), Long (auf Podium rechts)

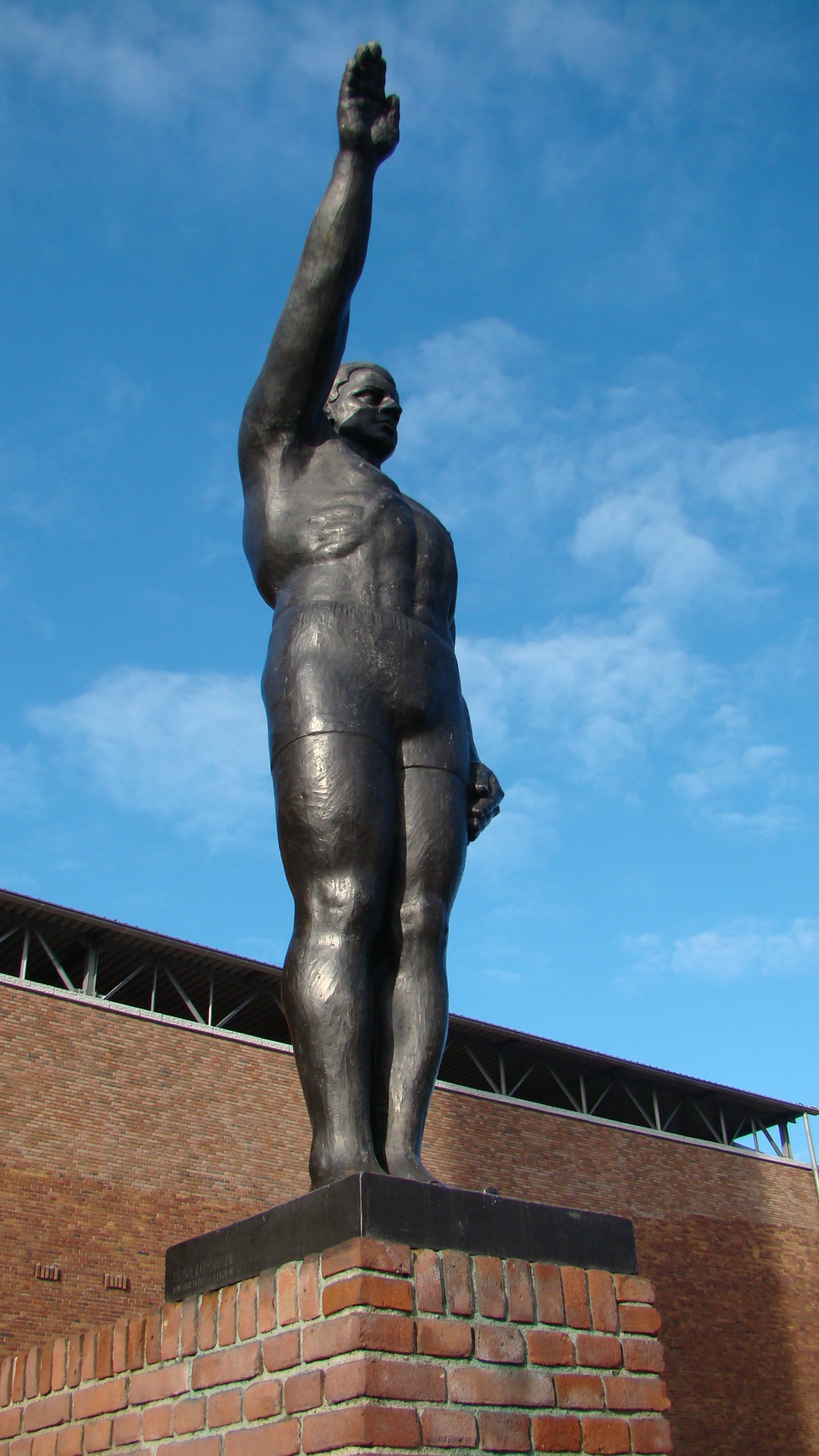
Van-Tuyll-Monument vor dem Olympiastadion Amsterdam, 2018

Die Ähnlichkeit des Olympischen Grußes mit dem in der Zeit des Nationalsozialismus etablierten Hitlergruß führte bei den Olympischen Spielen 1936 beim deutschen Publikum zu dem Missverständnis, mit dem erhobenen rechten Arm der olympischen Bewegung werde der deutsche Nationalsozialismus geehrt. Als bei der Eröffnungsfeier 1936 die französische Olympiamannschaft beim Eintritt in das Stadion den rechten Arm zum Olympischen Gruß erhob, bejubelten die Zuschauer, die dieses Ritual als Hitlergruß missverstanden, die Geste als vermeintliche Ehrerbietung gegenüber dem NS-Staat.
Zuletzt war der Olympische Gruß beim Einmarsch der Nationen zur Eröffnung der Olympischen Sommerspiele 1972 noch bei einzelnen Nationen zu sehen. Mit den Sommerspielen 1972 verschwand nach und nach das strenge Einmarschprotokoll, was durch Abschaffung der Marschmusik begann. Beim heutigen Einmarsch der Athleten zur Eröffnung der Olympischen Spiele, der nicht mehr im militärischen Gleichschritt erfolgt und mehr einem Schaulaufen gleicht, ist der Olympische Gruß obsolet. Lediglich beim Turnen wird er zu Beginn der Übung gezeigt.
Das verbreitete konnotative Missverständnis, der Olympische Gruß gehe auf den Faschismus und den Hitlergruß zurück, führte im Jahr 2022 in den Niederlanden dazu, dass das Van-Tuyll-Monument von 1928, die Figur eines den Olympischen Gruß zeigenden Athleten, von seinem angestammten Platz vor dem Olympiastadion Amsterdam in ein Treppenhaus versetzt wurde.

## Verbote in Italien, Deutschland und Österreich
In Italien sind Symbole des Faschismus durch die Verfassung von 1948 verboten. Dieses Verbot wurde durch die Legge Scelba vom 20. Juni 1952 konkretisiert, seitdem ist der Saluto romano explizit verboten. Die Legge Mancino vom 25. Juni 1993 stellt neben Anstiftung zu rassischer, ethnischer, nationalistischer oder religiöser Diskriminierung und Gewalt auch faschistische Propaganda und das Zeigen von Symbolen faschistischer und nationalsozialistischer Organisationen unter Strafe.
Beide Gesetze stellen aber nur das Zeigen durch Gruppen unter Strafe. Ein Gesetzesvorschlag von Emanuele Fiano zur Strafbarmachung des Zeigens durch Einzelpersonen befindet sich seit 2018 in der Diskussion.
Gemäß § 86a Abs. 2 Satz 1 StGB ist der Gruß auch in Deutschland strafbar. Eine vergleichbare Regelung führte Österreich ein.

## Hymnengruß in Liechtenstein
Beim Singen der Nationalhymne Liechtensteins Oben am jungen Rhein ist es Brauch, beim Ertönen der Zeile „Hoch leb’ der Fürst vom Land“ und „Hoch unser Vaterland“ die rechte Hand langsam in die Höhe zu bewegen, wobei der Ellenbogen abgewinkelt bleibt. Damit dies aber dem Hitlergruß nicht ähnlich sehen kann, wird das Ausstrecken des Armes vermieden.

## Trivia
- Im Star-Trek-Universum verwendet das Terranische Imperium den „Imperialen Gruß“, welcher dem Saluto romano nachempfunden ist. Dabei wird die rechte Hand zuerst zur Faust geballt und auf die rechte Brusthälfte gedrückt, um dann ähnlich dem Hitlergruß nach vorne gestreckt zu werden.[13]
- Im Film Captain America: The First Avenger verwendet die fiktive Organisation Hydra einen eigenen Hydragruß. Dabei werden beide Hände zu Fäusten geballt und beide Arme wie beim Hitlergruß nach vorn gestreckt. Dazu kommt der Ausspruch „Heil Hydra“.
- In der Netflix-Serie "Asterix & Obelix: Der Kampf der Häuptlinge" (Staffel 1, Folge 1) zeigt der junge Majestix den Saluto romano. Er behauptet dieser Gruß, der von Cäsar verwendet wird, würde "sich bestimmt nicht durchsetzen".